# رشته‌کوه کونگوی آلاتو
رشته‌کوه کونگوی آلاتو (به لاتین: Küngöy Ala-Too Range) یک رشته‌کوه و کوه در قرقیزستان است. رشته‌کوه کونگوی آلاتو ۴٬۷۷۱ متر بالاتر از سطح دریا واقع شده‌است.